# Ficus sur
Ficus sur är en mullbärsväxtart som beskrevs av Peter Forsskål. Ficus sur ingår i släktet fikonsläktet, och familjen mullbärsväxter. Inga underarter finns listade i Catalogue of Life.

## Bildgalleri

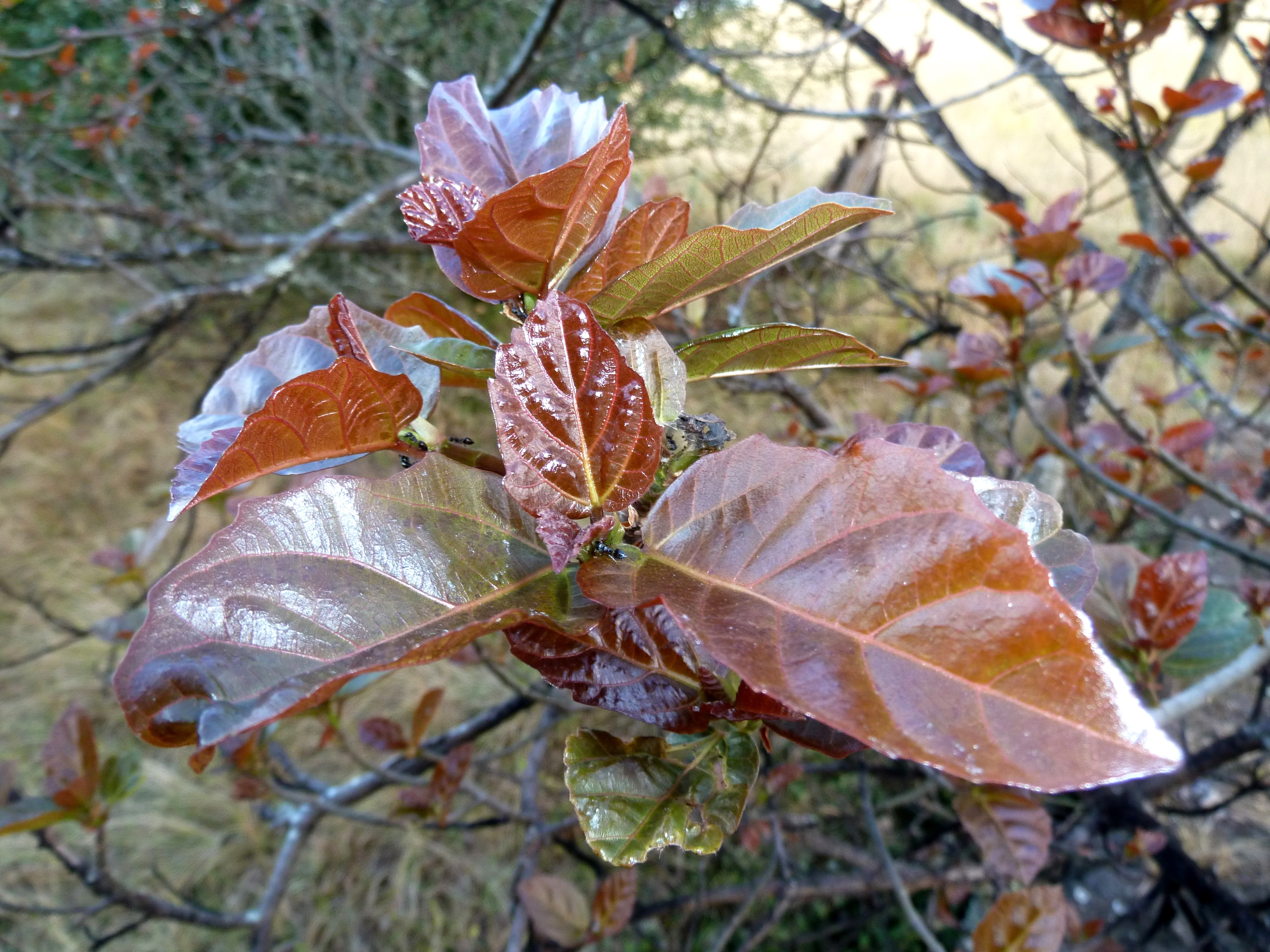
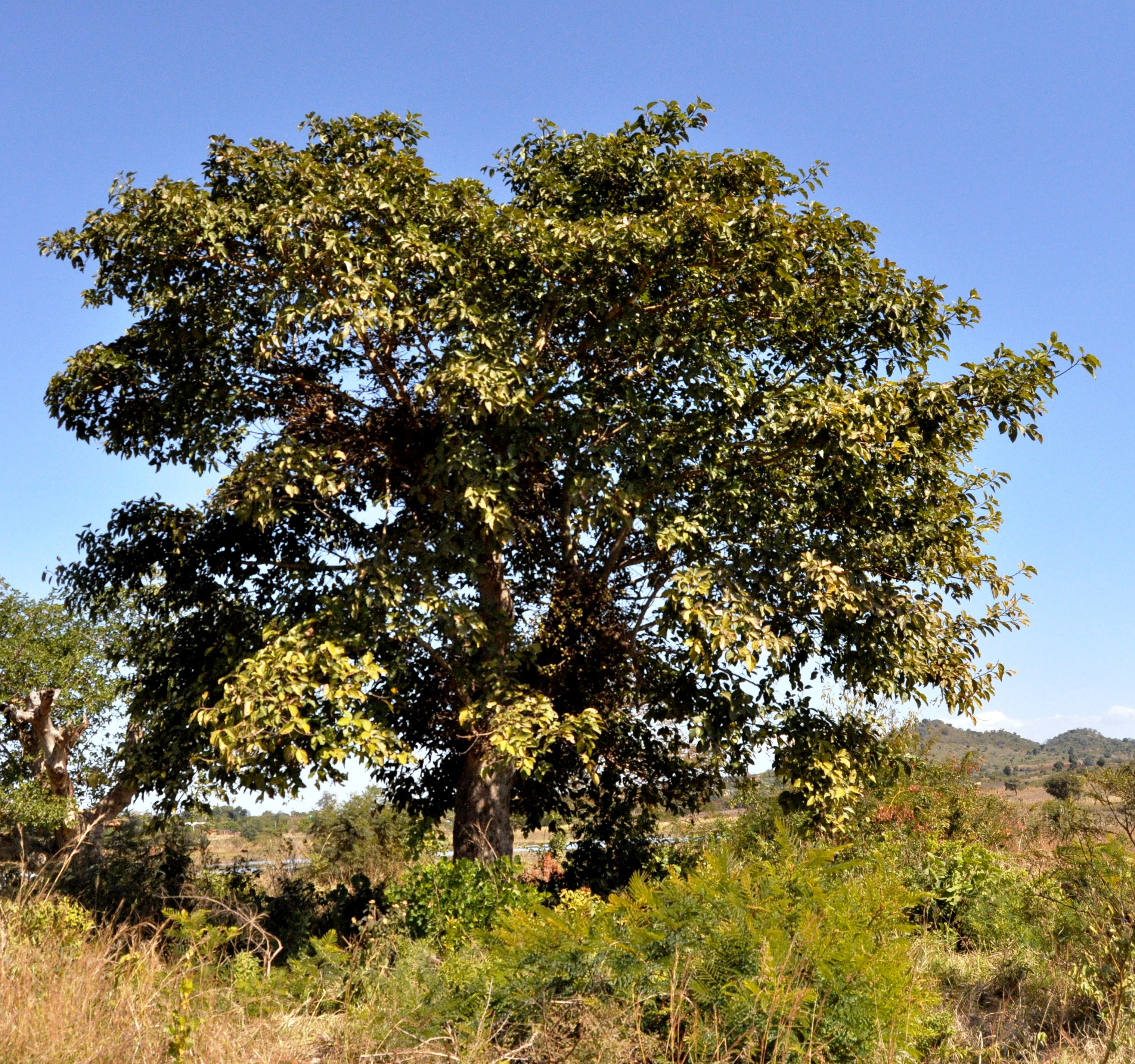
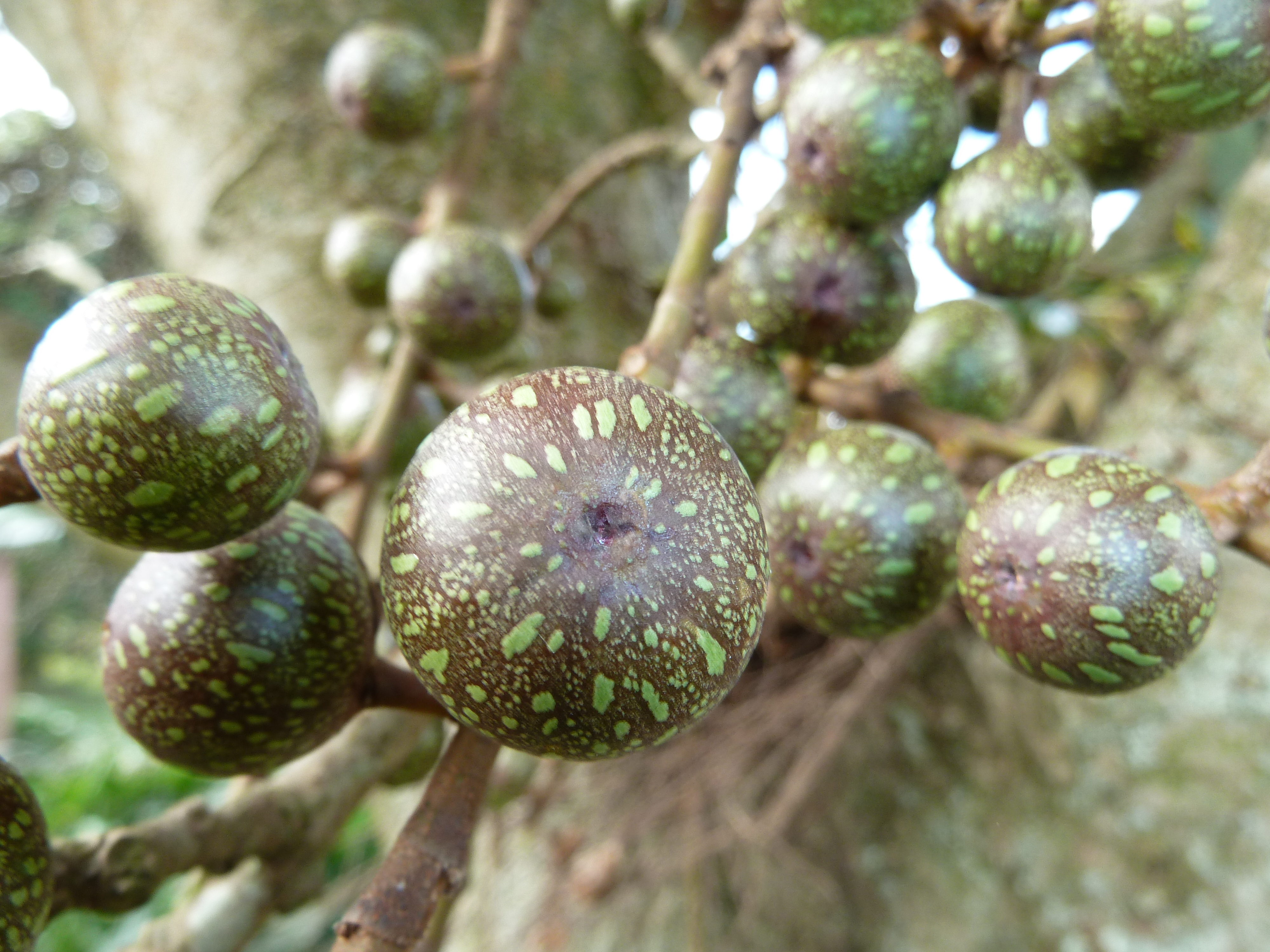
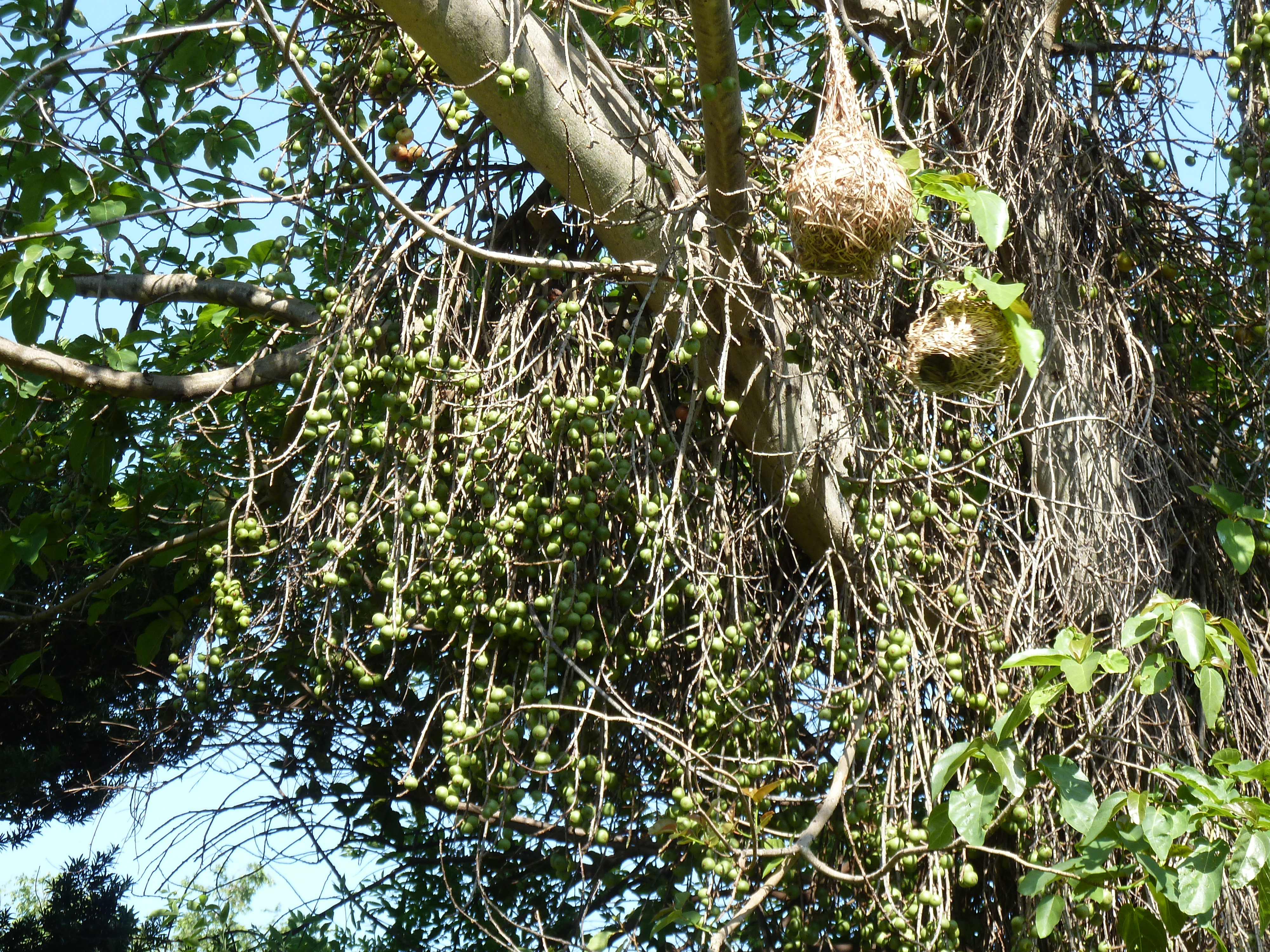
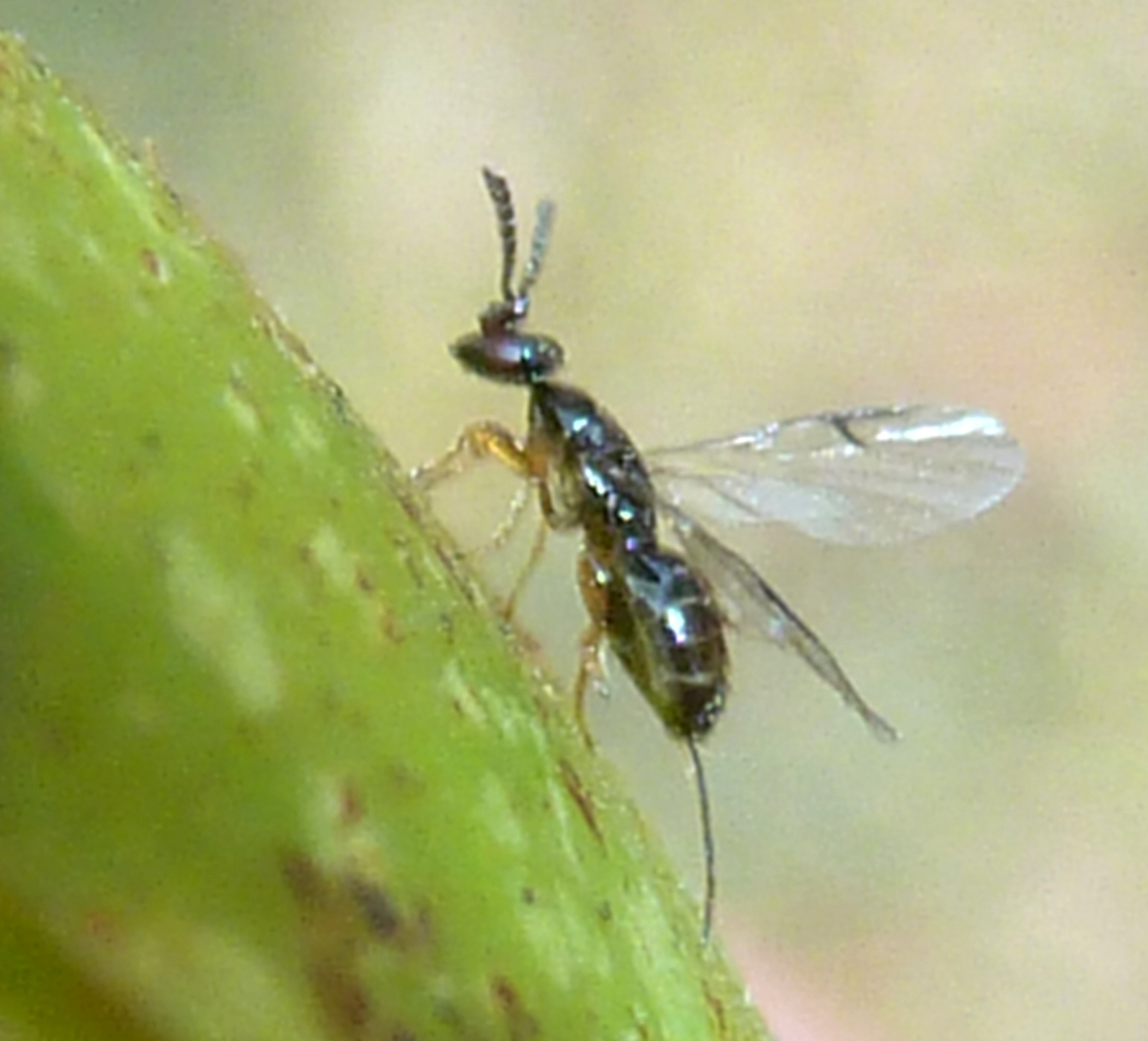
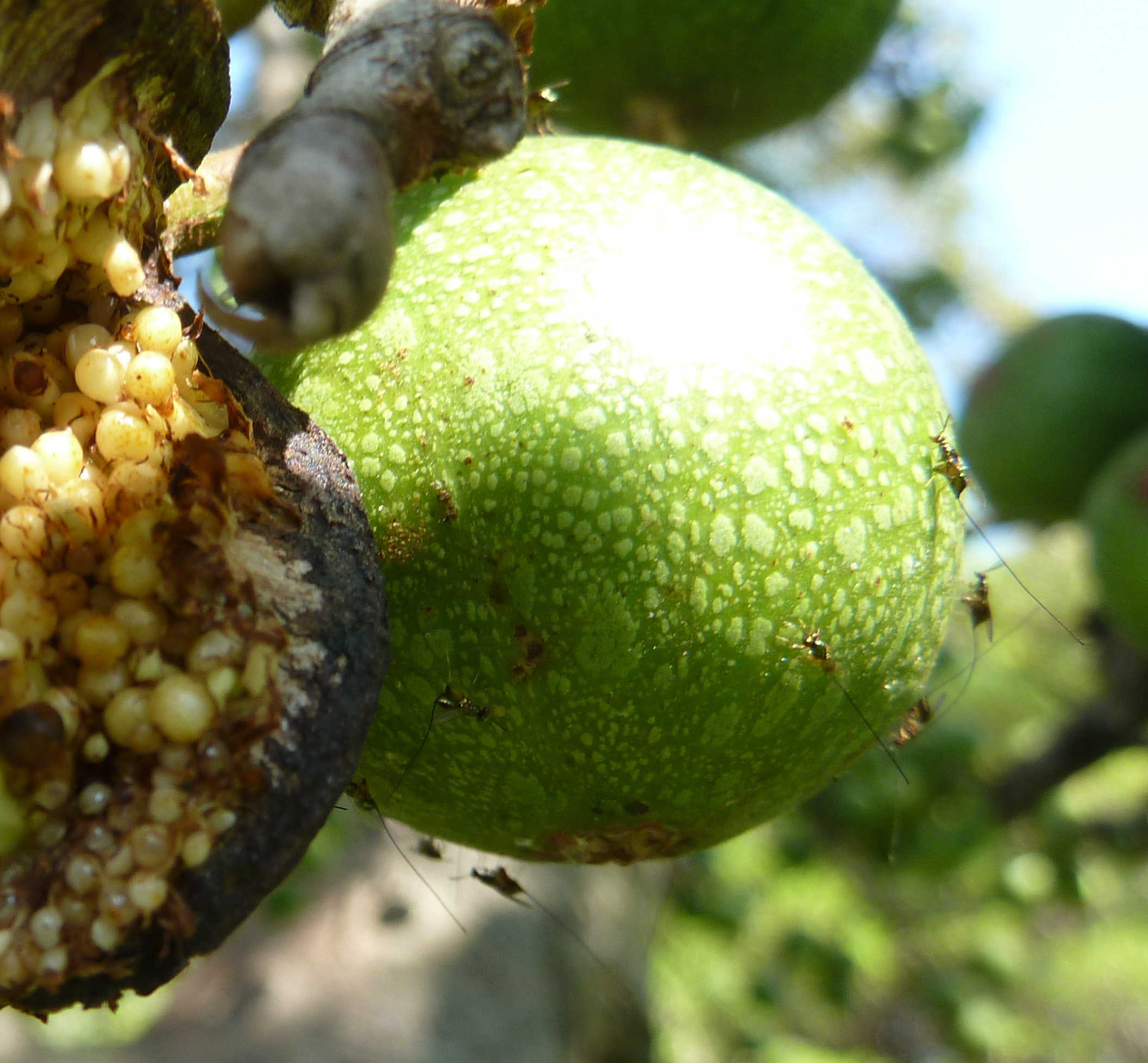